# Amiculum

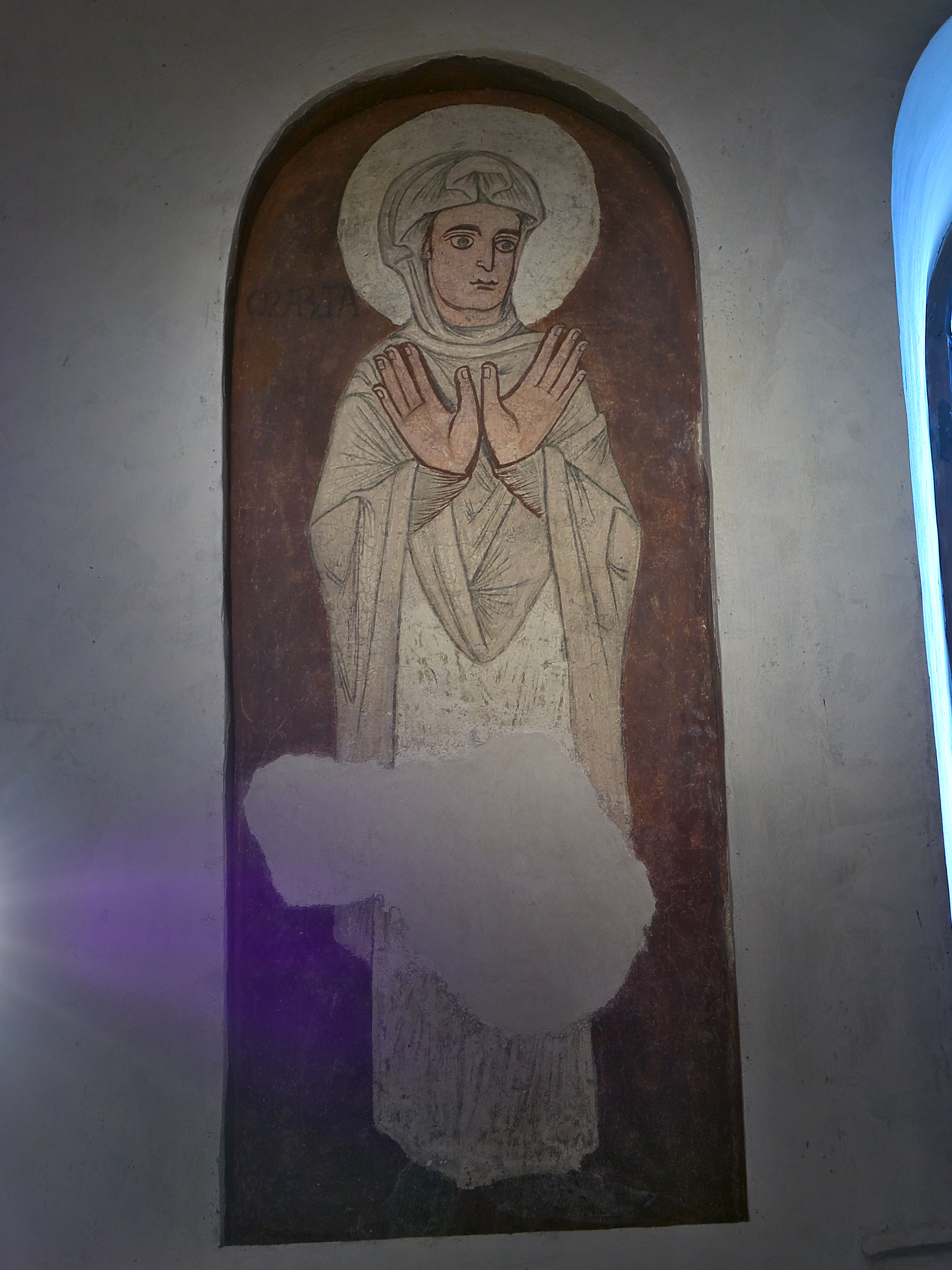
Santa Marciana viste un amiculum. Toledo, Spain

Amiculum era un manto corto o especie de manteleta que las mujeres griegas y romanas ponían sobre el vestido cubriéndolas desde la cabeza a los brazos que sacaban por dos aberturas hechas a propósito. 
El amiculum estaba cortado en redondo y se parecía a la clámide de los hombres. Las primeras se llamaban cyclus y las segundas, recinium.